# Xã Green, Quận Mahoning, Ohio
Xã Green (tiếng Anh: Green Township) là một xã thuộc quận Mahoning, tiểu bang Ohio, Hoa Kỳ. Năm 2010, dân số của xã này là 3.532 người.